# CAF Reichshoffen

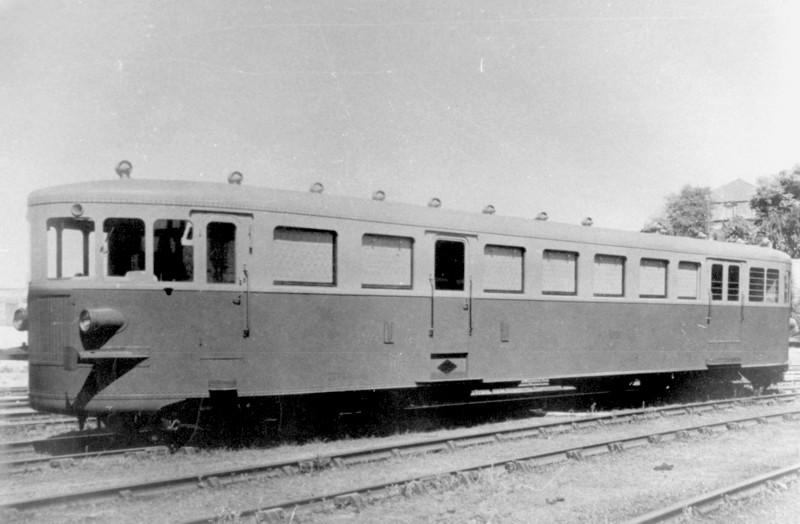
De-Dietrich-Triebwagen der PO-Midi, 1934

CAF Reichshoffen (früher De Dietrich Ferroviaire) ist ein Hersteller von Eisenbahnfahrzeugen in Reichshoffen (Frankreich), der ab 1998 zum Alstom-Konzern gehörte. 2021 wurde die Fabrik von Alstom an den spanischen Wettbewerber Construcciones y Auxiliar de Ferrocarriles (CAF) verkauft und im August 2022 von CAF übernommen. Der Verkauf war wegen der 2020 angekündigten Übernahme von Bombardier Transportation durch Alstom von der Wettbewerbsbehörde der EU verlangt worden, um den Wettbewerb auf dem französischen Markt aufrechtzuerhalten.

## Geschichte

### Vorgeschichte
Bereits 1767 siedelte die Elsässer Unternehmerfamilie De Dietrich in Reichshoffen eine Fertigungsstätte an. Deren Bezeichnung als „la Schmelz“, angelehnt an den Ausdruck „Schmelzhütte“ für eine Eisenhütte oder Gießerei, ist auf das heutige Werk übergegangen. Mitte des 19. Jahrhunderts wurde die Herstellung von Gusseisen auf die Fertigung mechanischer Erzeugnisse erweitert. Nach dem Deutsch-Französischen Krieg befand sich ihr Werk in Reichshoffen infolge des Frankfurter Friedensvertrags in Deutschland. 
Eugène de Dietrich gründete daher im französisch gebliebenen Lunéville eine zweite Fabrik, die 1901 zur Société Lorraine des Anciens Établissements De Dietrich et Cie de Lunéville wurde. Im Werk Reichshoffen, das im Familienbesitz blieb, wurden zunehmend gusseiserne Erzeugnisse wie Öfen, Herde und Badewannen produziert.
In Lunéville entstanden Trieb- und Beiwagen für Straßenbahnen sowie Eisenbahn-Personen- und Güterwagen. Als Folge der Weltwirtschaftskrise verschlechterte sich Anfang der 1930er Jahre die Auftragslage, sodass sich De Dietrich im August 1931 nach einem weiteren Geschäftsfeld umsah. Von den Verbrennungstriebwagen der Firmen Renault und Michelin sowie einem diesbezüglichen Wettbewerb der Eisenbahngesellschaft PLM – an dem De Dietrich jedoch nicht teilnahm – inspiriert, begann man im erneut französischen Reichshoffen mit dem Triebwagenbau. 1931 beschäftigte De Dietrich in Reichshoffen 1700 Arbeiter und produzierte 3000 Eisenbahnwaggons pro Jahr.

### Prototyp
Anders als Renault baute De Dietrich den Prototyp mit zwei Fahrmotoren. Eine der Überlegungen war, das Fahrzeug bei Ausfall einer der Motoren dennoch weiterbewegen zu können. Auch konnte der Innenraum des Triebwagens besser genutzt werden, da diese kleineren Antriebe unmittelbar auf den beiden Drehgestellen angebracht werden konnten. Dies erleichterte deren Unterhaltung, vereinfachte die Kraftübertragung zu den Achsen und reduzierte die Vibrationen. Aufgrund des niedrigeren Schwerpunkts wurde das Gleis weniger stark beansprucht. Zudem konnte die Firma auf Motoren renommierter Hersteller zurückgreifen, was Lizenzgebühren bzw. zeitintensive Eigenentwicklungen vermied. Diese Vorteile wogen die Mehrkosten für deren Erwerb und Unterhalt auf.
Weil zwei Motoren eingebaut wurden, musste das Gewicht von Fahrgestell und Aufbau möglichst gering gehalten werden. Für das Gerippe des 17,9 m langen Wagenkastens wurde Profilstahl, für die Wände Duraluminium verwendet; die Verkleidung des Innenraums bestand aus Sperrholz. Die Führerstände des Zweirichtungsfahrzeugs, die wegen des geplanten Einsatzes im Elsass rechts angeordnet wurden, erhielten jeweils eine eigene Zugangstür. Der Innenraum war in ein 50 Sitzplätze in der Anordnung 2+3 bietendes Hauptabteil und beidseitig davon zwei Eingangsbereiche aufgeteilt. Am vorderen Fahrzeugende befand sich zudem ein 4,5 m³ großes Gepäckabteil, das für eine Beladung von bis zu 1 t ausgelegt war. Vom vorderen Eingangsbereich aus war außer dem Gepäckabteil die Toilette erreichbar, vom hinteren ein zweites Abteil mit 19 Sitzplätzen. Jeder Eingangsbereich wies beidseitig je eine einflügelige, nach außen zu öffnende Schwenktür auf, das Gepäckabteil je eine Tür mit zwei Flügeln.
Die Drehgestelle waren von der deutschen Bauart Görlitz inspiriert, die Primär- wie die Sekundärfederung erfolgte über Blattfedern. Zur Erhöhung der Reibungsmasse war der Drehzapfen zur angetriebenen Achse hin verschoben. Für eine bessere Kurvengängigkeit waren die Räder der vorderen Laufachse mit 760 mm Durchmesser um 90 mm kleiner als die der zur Wagenmitte hin gelegenen Antriebsachse. Die LB-Räder – nach ihrem Konstrukteur Lucien Bacqueyrisse so genannt – wiesen zwischen der Nabe und dem Radreifen zur Federung drei elastische Ringe aus Gummi auf. Diese Radsätze erhöhten den Fahrkomfort besonders an Schienenstößen und Weichen, bewährten sich aber nicht und wurden später durch klassische Stahlräder ersetzt. Das Fahrzeug besaß drei Bremssysteme: hydraulisch aktivierte Trommelbremsen für die Fahrt, vier Magnetschienenbremsen für Notbremsungen und eine auf die Antriebsachsen wirkende Handbremse für den Stand. Da De Dietrich auch im Heizungsbau tätig war, erhielt es eine Zentralheizung, die von einem Ölheizkessel in der vorderen Fahrerkabine gespeist wurde. Als Spitzensignal diente ein mittig angebrachter, abblendbarer Scheinwerfer, dazu kamen je zwei weiße und rote Lampen in Höhe der Dachkante.
Die beiden Dieselmotoren des Typs 85 LC 4 stammten von der Compagnie Lilloise des Moteurs (CLM), die sie in Lizenz der deutschen Firma Junkers fertigte. Es waren Zweitakt-Vierzylinder-Boxermotoren mit acht Kolben, die bei 1500/min jeweils 105 PS (77 kW) leisteten. Die Kraftübertragung zu den Achsen erfolgte über ein Vierganggetriebe.
Am 24. Juni 1933 verließ das Fahrzeug die Werkhallen. Erste Probefahrten erfolgten auf der firmeneigenen Strecke von Mouterhouse nach Bannstein, einem von der Bahnstrecke Haguenau–Falck-Hargarten abgehenden Anschlussgleis. Am 21. August jenes Jahres wurde es der Administration des chemins de fer d’Alsace et de Lorraine (AL) offiziell vorgestellt, bis zum 14. September folgten Testfahrten auf den Netzen der Eisenbahngesellschaften PLM, ETAT, Nord und Est. Dabei legte der Triebwagen in weniger als einem Monat 12.000 Kilometer zurück. In der Folge wurden 29 derartige Fahrzeuge bestellt. Der Prototyp ging für 565.000 Francs an die AL, die ihn als ZZr 11 in ihren Fahrzeugpark einreihte. Die als 210 ch (210 PS) bezeichneten Triebwagen der ersten Serie verkehrten über die französische Grenze hinaus bis nach Basel.
Die ETAT kaufte sechs 22,20 m lange Triebwagen mit je 46 Sitzplätzen und bezeichnete sie als ZZy 24801–24806. Mit den  ZZy 24811–24816 erhielt die Gesellschaft 1936 sechs weitere Fahrzeuge, die verschiedene Verbesserungen aufwiesen. Sie waren 24,51 m lang und besaßen mit 150 bzw. 160 PS stärkere Motoren.

### Serienfahrzeuge
Ab den späten 1930er Jahren wurden Triebwagen wie der spätere XD 2500 auch mit an einen Schiffsbug erinnernden spitz zulaufenden Fronten gebaut. Diese Form war der Mode „Stromlinienform“ geschuldet und kam auch bei Konkurrenten (z. B. Renault ABH) und anderen Verkehrsmitteln vor. Die prinzipiell nach wie vor runde Front wurde um 20° geneigt und durch eine vertikale Falte ergänzt (vgl. „Bügelfalten-Front“ der DB-Baureihe E 10). Erste derartige Fahrzeuge wurden 1937 als zwölf schmalspurige Doppeltriebwagen nach Tunesien geliefert, wo sie bis etwa 1975 liefen. Unter Beibehaltung der Maße der Normalspurfahrzeuge erhielten sie zur Einhaltung der Hüllkurve zwei verkürzte Wagenkästen und mittig ein nicht angetriebenes Jakobs-Drehgestell; die beiden SAD-Sechszylindermotoren von Saurer hatten je eine Leistung von 200 PS.
Mit den ZZy 24817–24821 erwarb die ETAT 1937 fünf „Schiffsbug“-Triebwagen (2 × 160 PS, 26,10 m lang, drei Wagenklassen) für den Einsatz im Schnellverkehr auf Hauptbahnen. Sie entsprachen ansonsten in vielen Details den ZZy 24811–24816, wiesen jedoch eine veränderte Raumaufteilung auf. Zunächst liefen sie mit letzteren in gemeinsamen Umläufen; nach dem Zweiten Weltkrieg wurden sie zu Regierungsfahrzeugen umgebaut und erhielten ein Esszimmer, eine Küche und Schlafräume. Der mit einem Salon ausgestattete XD 2511 mit „Schiffsbug“-Design, der den französischen Präsidenten René Coty und Charles de Gaulle als Fahrzeug diente, blieb erhalten.
Die letzten drei von der ETAT bestellten Wagen (ZZy 24841–843) waren einmotorig. Deren Holzvergasermotor von Panhard & Levassor leistete 270 PS, sie gingen bereits an die 1938 neu gegründete Staatsbahn SNCF. Ebenfalls 1938 an die SNCF nach Besançon ausgeliefert wurden die 135 km/h schnellen sechs X 44000; diese 27,41 m langen „Schiffsbug“-Triebwagen für Bergstrecken, die noch eine Lackierung in den Farben Blau/Blaugrau erhielten, hatte die PLM 1936 bestellt. Sie waren zunächst mit zwei Acht-Zylinder-Dieselmotoren von je 250 PS ausgestattet, die CLM in Lizenz der Firma Junkers baute. Die Fahrzeuge, die 1951 neue, auf 275 PS abgeregelte Saurer-Motoren erhielten, kamen noch in den 1960er Jahren im Regelbetrieb bis in den Schweizer Grenzbahnhof Le Locle. 1939 wurden sie in ZZD 4001–4006, 1949 dann in XD 4001–4006 umgezeichnet. 1962 erhielten sie schließlich die Betriebsnummern X 44001–44006, wobei die vorangestellte „4“ das „D“ (für De Dietrich) ersetzte. Mit dem DM 11 wurde 1939 ein von einer Verbunddampfmaschine angetriebener Triebwagen entworfen, der aber als Folge des Zweiten Weltkriegs erst 1948 realisiert werden konnte. 1952 galt diese Technik bereits als überholt, weshalb der 23,09 m lange „Schiffsbug“-Triebwagen ein Einzelstück blieb und 1956 auf Dieselantrieb umgebaut wurde.
Auch im lothringischen Werk in Lunéville entstanden Mitte der 1930er Jahre Dieseltriebwagen. Die drei Fahrzeuge ZZ 24901–24903 gingen 1936 an die ETAT, drei weitere an die Nord. In Konzeption und Form wichen die vorwiegend im Pariser Vorortverkehr eingesetzten „Autorails Lorraine“ von den Triebwagen aus Reichshoffen ab.

Schema eines X 3700 der SNCF

1948 bestellte die SNCF bei De Dietrich 20 Triebwagen. Die als X 3700 bezeichnete Baureihe entsprach weitgehend der ersten Serie mit abgerundeten Stirnseiten aus den 1930er Jahren. Die über Puffer 25,91 m langen Fahrzeuge wurden 1949 und 1950 gebaut und erhielten die Betriebsnummern X 3701–3720. Die beiden Saurer-Dieselmotoren des Typs BDXS leisteten jeweils 118 kW und beschleunigten die Triebwagen auf bis zu 120 km/h. Die X 3700 konnten einen Beiwagen ziehen und mit weiteren Triebwagen – auch anderer Baureihen wie den X 4300 – in Mehrfachtraktion verkehren. Sie wurden im ostfranzösischen Netz eingesetzt und kamen – mit einem dritten Spitzenlicht versehen – auf der Bahnstrecke Müllheim–Mulhouse auch nach Deutschland. Zwischen 1973 und 1976 wurden sie abgestellt. Mit dem X 3710 blieb ein Exemplar bei der Museumseisenbahn Train Thur Doller Alsace (TTDA) erhalten. Zehn identische Fahrzeuge wurden an die Société Nationale des Chemins de Fer Luxembourgeois (CFL) nach Luxemburg verkauft und dort als Z 101 bis Z 110 bezeichnet. Der Z 105 wurde vor dem Verschrotten bewahrt und ist betriebsfähig erhalten, die übrigen wurden zwischen 1975 und 1978 ausgemustert.

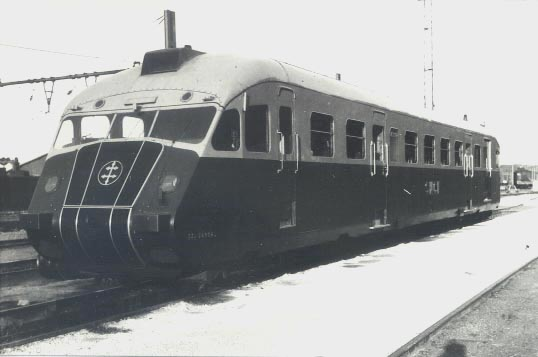
„Autorail Lorraine“ der ETAT, 1936
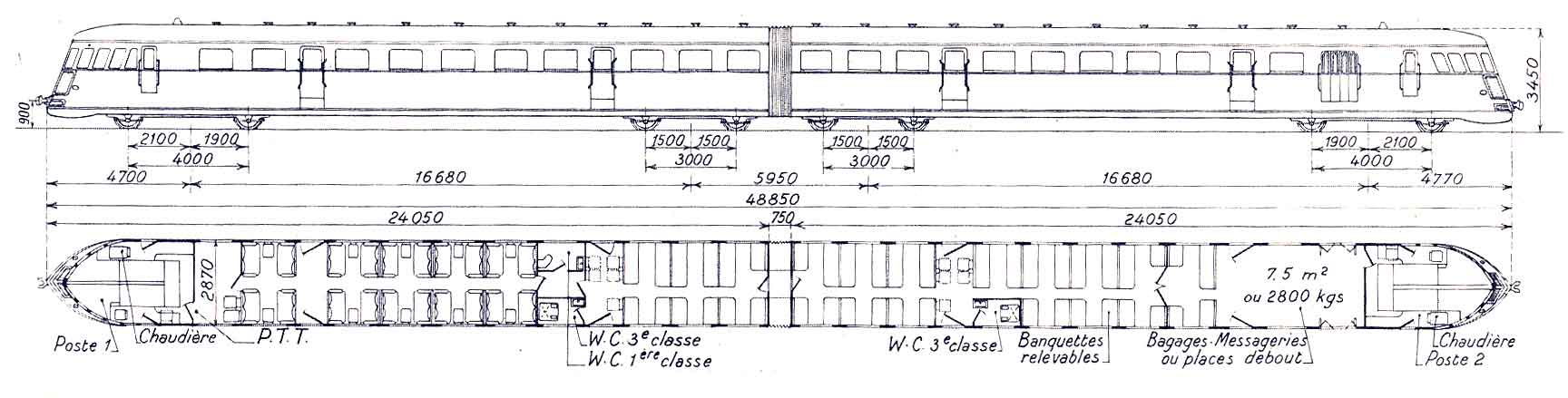
Schema eines De-Dietrich-Triebzugs für die Bahnstrecke Paris–Strasbourg, 1939
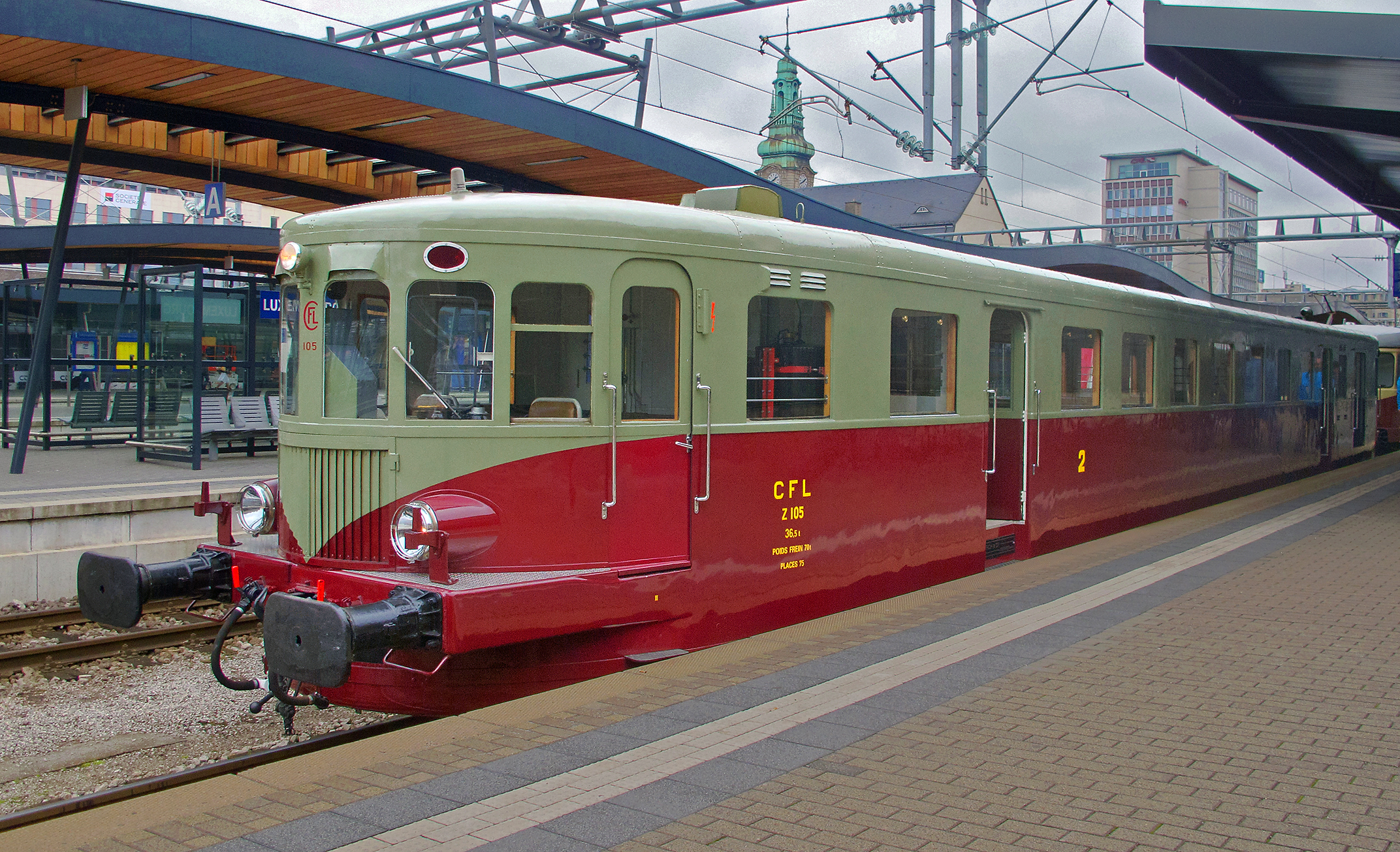
Z 105 der CFL im Bahnhof Luxemburg

### Weitere Entwicklung

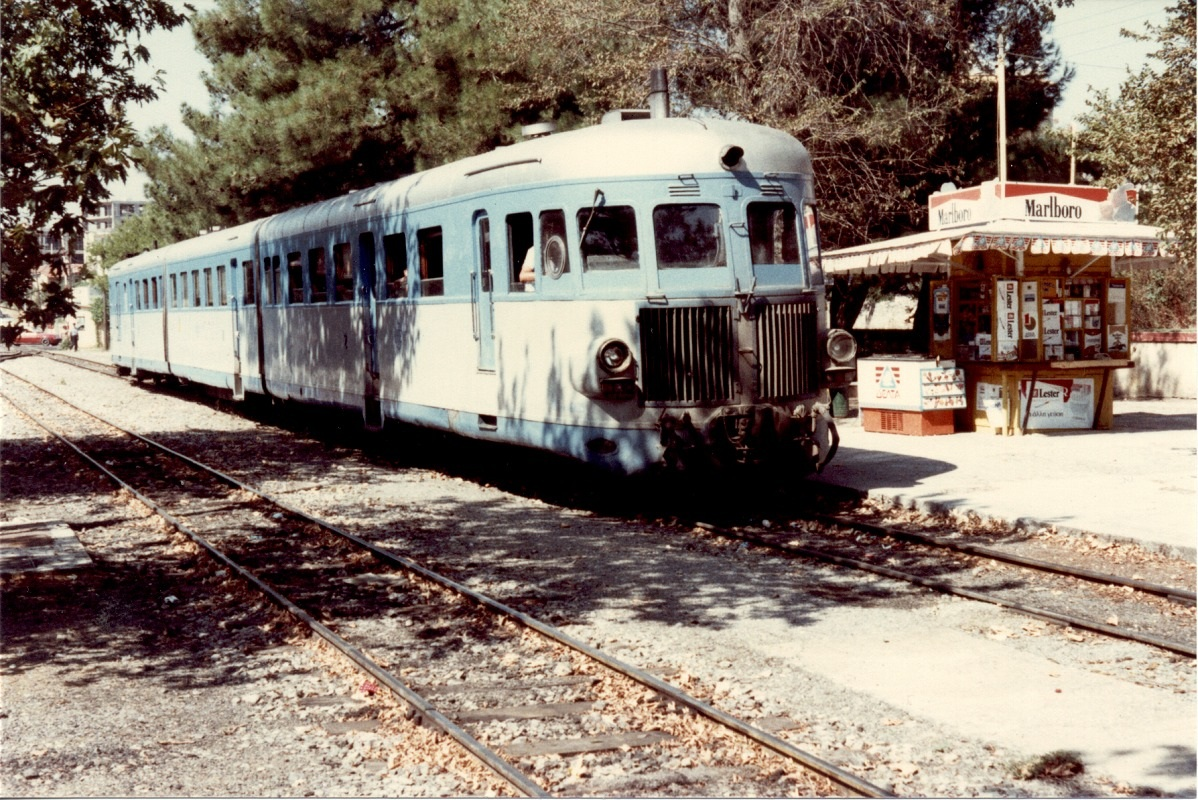
Meterspuriger De-Dietrich-Triebzug in Tripolis (Griechenland), 1988

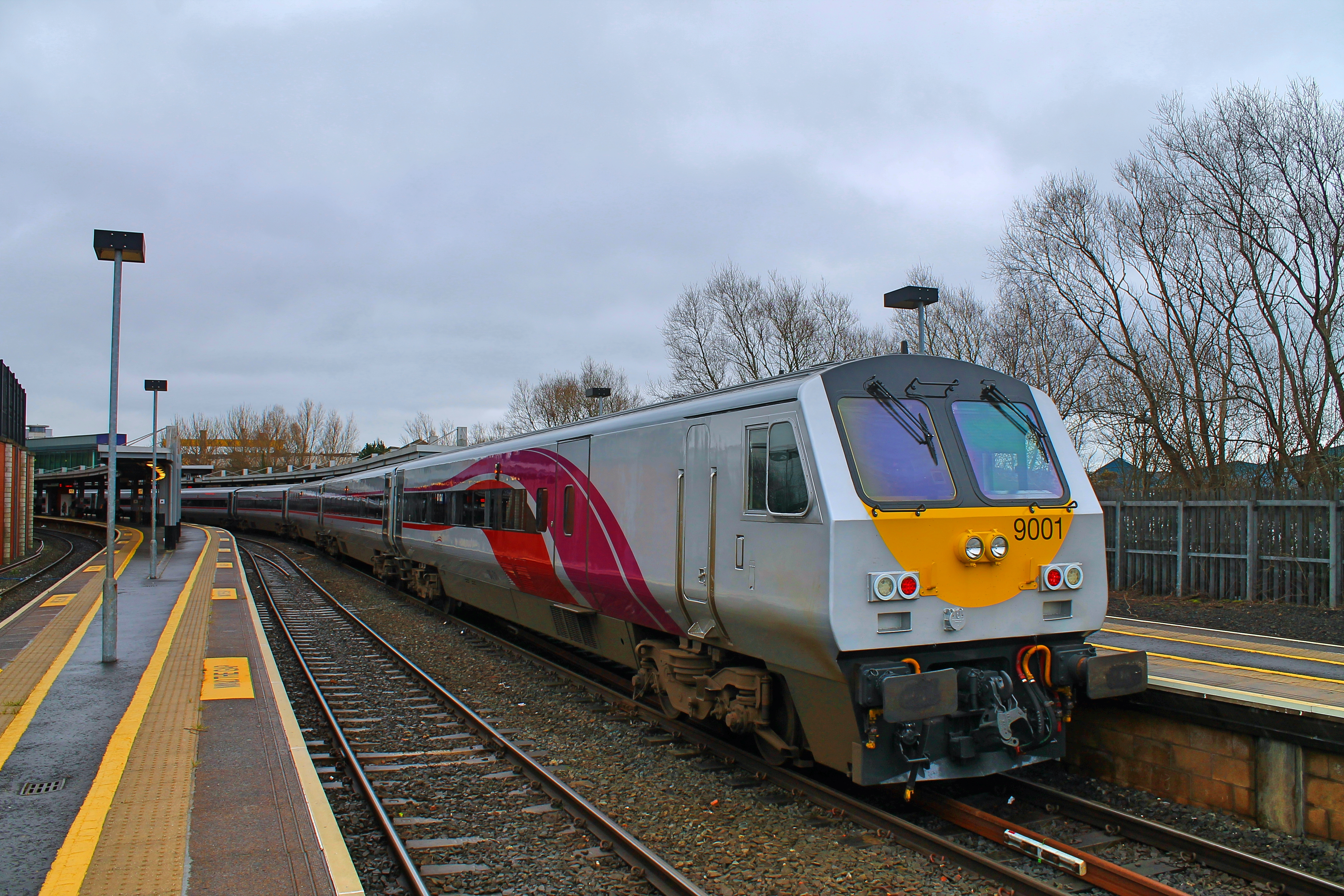
Wagen von De Dietrich des Enterprise-Zugs im Bahnhof Belfast Central

Nach dem Zweiten Weltkrieg baute De Dietrich auch dieselelektrische Fahrzeuge. Nach Griechenland wurden in den 1950er Jahren dreiteilige Schmalspur-Triebzüge für das Meterspurnetz der Halbinsel Peloponnes geliefert. Die vier 1962 in Dienst gestellten Triebwagen der meterspurigen Abidjan-Niger-Bahn wiesen ein Triebdrehgestell mit zwei Elektromotoren und ein Laufdrehgestell auf, sie waren 22,5 m lang und 80 km/h schnell. Der luftgekühlte V-8-Dieselmotor mit Turbolader leistete 600 PS.
De Dietrich Ferroviaire lieferte u. a. die Wagen für den Enterprise-Zug, der Dublin und Belfast in Irland miteinander verbindet. Die Firma war auch Teil des Konsortiums, das im Auftrag von DB und SNCF den Dieseltriebwagen entwickelte, der bei der DB als Baureihe 641 geführt wird und bei der SNCF als X 73500 und X 73900 (auch als „Walfisch“ bekannt).

### Eigentümerwechsel 1998 und 2022
1995 erwarb Alstom 17,50 % des Kapitals der Firma, 1998 mit 68,75 % dann die Mehrheit an De Dietrich Ferroviaire. Danach wurde das Werk nur als Alstom DDF oder durch den Ortsnamen Reichshoffen identifiziert.
Durch die 2020 angekündigte Übernahme von  Bombardier Transportation durch Alstom vereinten sich die beiden einzigen Anbieter von Regionaltriebzügen in Frankreich.
Alstom produzierte in Reichshoffen die Regionalverkehrszüge des Typs Régiolis (vom Hersteller als Coradia Polyvalent bezeichnet), während Bombardier in seinem  Werk Crespin in Nordfrankreich die Typen AGC, Régio2N und Francilien fertigte. Um die Genehmigung für die Übernahme durch die EU-Kommission zu erhalten, musste Alstom das Werk in Reichshoffen und die technische Plattform des Coradia Polyvalent bis 2021 an einen Wettbewerber veräußern.
Anfänglich zeigte Škoda Transportation an dem Werk Interesse, doch im November 2021 wurde ein Verkauf an den spanischen Konkurrenten CAF angekündigt.
Die Übernahme wurde zum 1. August 2022 vollzogen.

## Die algerische Niederlassung
Nach den ersten Wahlerfolgen der NSDAP in Deutschland war die Familie De Dietrich bestrebt, außerhalb des Elsass Produktionsanlagen aufzubauen. 1935 gründete Domique de Dietrich in Bône, heute Annaba, in Algerien die Gesellschaft Société Nord-Africaine de Construction Mécanique (SNAF). Man begann mit der Konstruktion von Güterwagen. Kriegsbedingt zog sich der Bau bis ins Jahr 1948 hin, als die ersten Wagen an die algerischen Eisenbahnen geliefert wurden. 1960 beschäftigte die SNAF ca. 750 Arbeiter. Nach der Unabhängigkeit Algeriens 1962 begannen Verhandlungen über eine Verstaatlichung, 1968 wurde De Dietrich vom algerischen Staat enteignet, der die Firma verstaatlichte. Die Gesellschaft wurde in Ferrovial umbenannt. Trotz der Enteignung arbeitete De Dietrich weiterhin mit ihr zusammen. Auch die Nachfolgegesellschaft Alstom arbeitete weiter mit der Ferrovial zusammen.